# 이병렬 (1967년)
이병렬(1967년 8월 10일 ~ 2008년 6월 9일)은 대한민국의 공무원, 시민사회운동가, 노동운동가이다. 미화원으로 공공노조  전북평등지부 조합원으로 활동하였고, 2006년 민주노동당에 가입하였으며 2008년 광우병 촛불 집회에서 분신 자살하였다.

## 생애
2005년 8월 교통사고를 당하여 전북대학교병원과 남원의료원에서 수술 및 치료를 받았으며, 이 사고의 후유증으로 병원으로부터 '심리 치료'를 권유받고 잠시 신경정신과 치료를 받기도 하였다. 2006년 3월 교통사고의 후유증으로 6급 장애인 판정을 받았다.
삼성중공업 원유유출 사건이나 한미자유무역협정 반대운동, 한반도운하 백지화운동 등에도 두루 참여하였다.
2006년부터 2년 동안 민주노동당 당원으로 가입해 활동했다. 2008년 2월에는 공공노조 전북평등지부에 가입하여 활동하였으며 서해안 기름피해 100일 행사, 한미FTA 반대운동, 한반도운하 백지화 운동 등에 참여하여 묵묵히 활동하였다.
2008년 5월 25일 한미 FTA 및 쇠고기 수입에 반대하여 전라북도 전주시 덕진구 뉴코아 백화점 앞에서 분신하였다.  이후  88%의 전신화상을 입고 28일 오전 한강 성심병원으로 이송돼 치료를 받고 있었다.
모금성금 활동 등이 이루어졌으며 피부이식 수술을 받은 뒤 인공호흡기에 의존하다가 6월 9일 끝내 사망하였다. 6월 9일 11시 병원의사들은 그의 형과 고모부 등 유족이 임석한 데 사망진단을 내렸다.

### 사후
6월 서울시청 앞에서 민주시민장으로 장례가 치러졌고 뉴코아백화점에서 노제를 치른 뒤 광주광역시 망월동 구묘역에 안장되었다.
이후 2008년 6월 서울에서도 50대 남성이 분신하여 병원으로 후송되었다. 그는 지역에서 1~2년가량 소 키우는 일을 하다 보름 전에 서울로 상경했다 한다.

## 가족 관계
- 부 :
- 모 :
  - 형 : 이용기(1963~)[4]
- 고모부 : 성모(1932~)

## 참고 문헌
- 허세욱과 이병렬, 그리고 이명박 프레시안 2008년 5월 28일자
- 이병렬 열사 정신 계승해 재협상을 반드시 관철시켜 낼 것이다 - 민주노동당 논평
- 고 이병렬씨 14일 망월동에 안장[깨진 링크(과거 내용 찾기)] 프라임경제 2008년 6월 12일자
- '이명박 규탄' 분신한 이병렬 씨는 누구 참세상 2008년 5월 26일자
- 美쇠고기 반대 분신 이병렬 씨 사망 참세상 2008년 6월 9일자
- 너무나도 닮은 고 이병렬과 고 허세욱 오마이뉴스 2008년 6월 14일자
- '조갑제닷컴' 김성욱, '민주노총에서 분신하면 돈 보장' 참세상 2008년 6월 19일자

## 같이 보기
| - 허세욱 - 전태일 - 2008년 대한민국의 촛불 시위 - 한미 FTA 협상 - 반미주의 - 전국민주노동조합총연맹 - 참여정부 - 전태일 - 오추옥 - 하중근 - 전용철 - 홍덕표 | - 무역 협상 - 한미 관계 - 망월동 민주묘역 - 이명박 - 김종훈 - 민동석 - 오종렬 - 한상렬 - 강정구 |